# Família Vesta

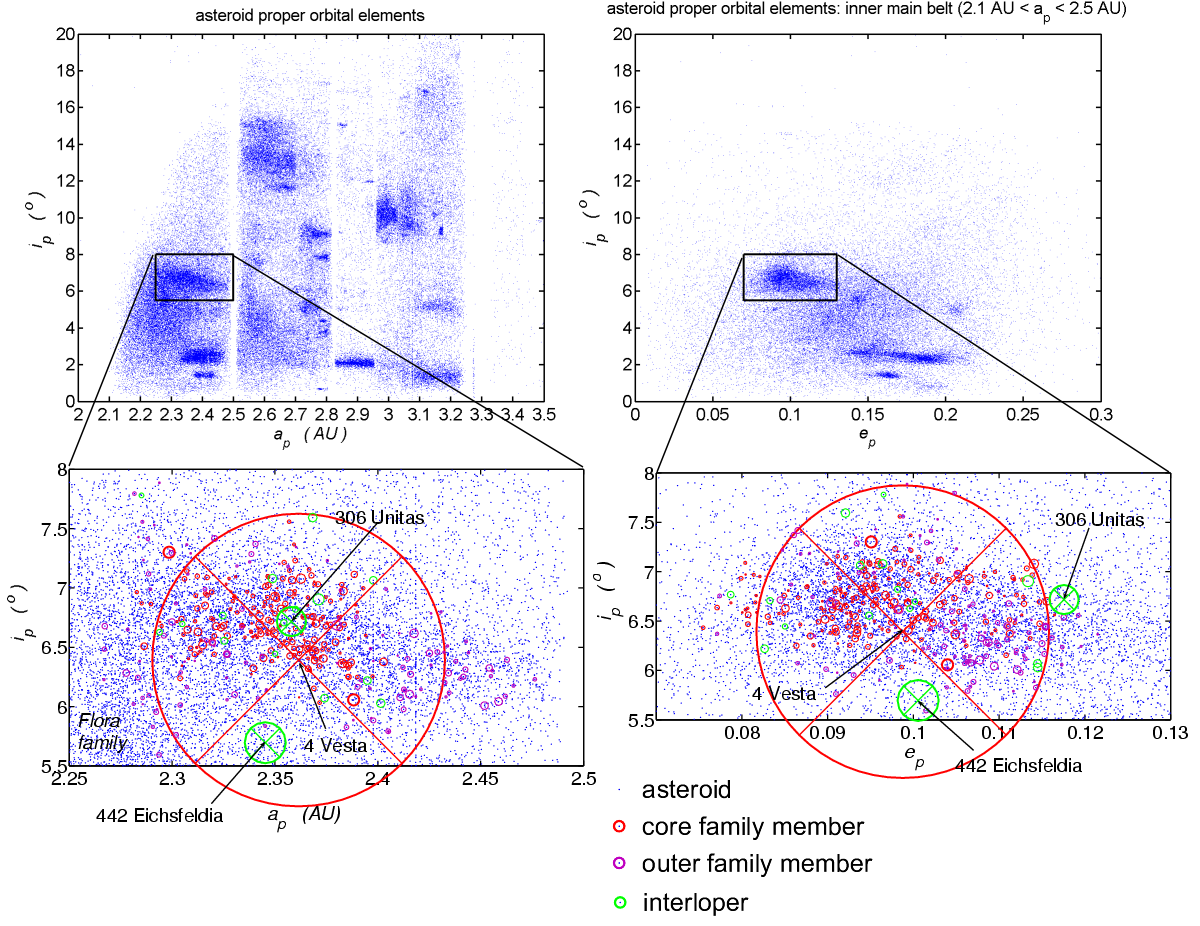
Localização e estrutura da família Vesta.

A Família Vesta é um grande e proeminente grupo de asteroides na maior parte composto por asteroides tipo V ("vestoides") localizados na parte interna do cinturão de asteroides na proximidade de 4 Vesta. Esta família leva o nome de seu principal membro, 4 Vesta. Cerca de 6% dos asteroides do cinturão principal pertencem a esta família.

## Características
Os asteroides da família Vesta consistem de 4 Vesta (com um diâmetro médio de 530 km) o segundo mais maciço de todos os asteroides, e de muitos pequenos asteroides abaixo de 10 km de diâmetro. Os mais brilhante destes: 1929 Kollaa e 2045 Pequim, têm uma magnitude absoluta de 12,2, o que lhes daria um raio de cerca de 7,5 km assumindo o mesmo alto albedo de 4 Vesta.
Acredita-se que família se originou a partir de um impacto sobre o protoplaneta 4 Vesta, que tem uma gigante cratera localizada no polo sul, esse seria o provável local do impacto. A família é creditada para ser a fonte dos meteoritos HED.
A família Vesta também inclui alguns asteroides tipo J (relacionados com o tipo V), que se acredita ter vindo das camadas mais profundas da crosta de Vesta, e são semelhantes aos meteoritos diogenitos, o que faz deles a provável fonte desses meteoritos.

## Intrusos
Análises espectroscópicas mostraram que algumas das maiores membros da família Vesta são de fato intrusos. Eles não são do tipo espectral V ou J, mas têm elementos orbitais similares por coincidência. Estas incluem: 306 Unitas, 442 Eichsfeldia, 1697 Koskenniemi, 1781 Van Biesbroeck, 2024 McLaughlin, 2029 Binomi, 2086 Newell, 2346 Lilio, entre outros.